# Innehållshanteringssystem
Innehållshanteringssystem (Från engelskans Content Management System, CMS) är ett informationssystem för att hantera och publicera olika typer av informationsinnehåll, det vill säga elektroniska media. Begreppet används ofta synonymt med Webbpubliceringssystem (Web Content Management System, WCMS), men är ett vidare begrepp än så och innefattar även: 
- Enterprise Content Management system (ECM)
- dokumenthanteringssystem, DMS.

## Webbpubliceringssystem
Ett webbpubliceringssystem (eng. Web content management system WCMS även om idag nästan uteslutande termen CMS används) är ett innehållshanteringssystem för att förenkla utveckling av en webbplats genom samarbete. Webbsidorna redigeras via ett webbgränssnitt. Användaren behöver vanligen inte använda HTML, utan kan använda enkel WYSIWYG-redigering.
Idén är att låta ett datasystem sköta den tekniska hanteringen av innehållet, stå för avancerade funktioner samt automatisera sysslor som annars skulle innebära massor av redundant manuellt arbete. 
Själva innehållet ("content") sparas ofta i en databas eller någon form av filstruktur. Inställningar för utseende och organisation av innehållet lagras också i regel i databasen eller filstrukturen. För att visa informationen i databasen används olika program- eller scriptsspråk som till exempel PHP, ASP, Perl eller Java.

### Många fördelar
Innan det blev vanligt att använda WCMS var det vanligt att man skapade html-sidor manuellt och laddade upp dem till en webbserver. Man var då alltid tvungen att lagra originalfilerna på en lokal dator och eventuellt ha ett program för att hålla reda på filerna, (till exempel Macromedia Dreamweaver, Adobe Golive eller Microsoft Frontpage). Med ett CMS kan man redigera innehållet från vilken dator som helst med internetuppkoppling och webbläsare. Detta är kanske den viktigaste skillnaden jämfört med traditionella sätt att skapa webbsidor.
Möjligheterna med ett CMS är många, och kan också skilja sig avsevärt mellan olika system. Nedan följer olika exempel på vad ett CMS-system ofta kan erbjuda:
- WYSIWYG-redigering, d.v.s. att man ser direkt hur innehållet kommer att se ut medan man arbetar med det, ungefär som i Microsoft Word.
- Kalenderfunktion / händelsehantering
- Flerspråksstöd. Stöd för att presentera både navigering och innehåll på flera språk.
- Prenumeration på innehåll. Noteringar om förändringar skickas via E-post eller RSS.
- Kategorisering av sidor.
- Användarhantering. Möjlighet att via inloggning ge åtkomst till olika delar av webbplatsen.
- Diskussionsforum
- Mallstyrd design för hela webbplatsen – en viss grundform slår igenom på allt innehåll på alla sidor.
- Datumstyrd publicering av artiklar.

### Skillnader mot wikier
Ett webbpubliceringssystem har stora likheter med en wiki, som också är en webbplats som möjliggör versionshantering och kollaborativ webbaserad redigering av en stor grupp människor, ibland  WYSIWYG-redigering. En skillnad är att webbpubliceringssystem ofta hanterar arbetsflöden för granskning och godkännande av webbsidor innan publicering, till skillnad från en wiki där ändringar publiceras omedelbart utan att fördröjas av granskning. I ett webbpubliceringssystem organiseras sidorna typiskt i en hierarkisk trädstruktur, medan en wiki vanligen har en platt hierarki där sidorna identifieras enbart med sitt namn.